# تبادل النفايات
تبادل النفايات هي ترتيبات تتم بين الشركات لتتبادل النفايات لصالح كلا الطرفين. يتم أيضاً من خلالها إعادة تدوير بعض المواد في النفايات لغرض الاستهلاك مرةً أخرى.